# Élections cantonales de 1994 dans l'Essonne
Les élections cantonales dans l’Essonne se sont déroulées les dimanches 20 et 27 mars 1994. Elles avaient pour but d’élire la moitié des conseillers généraux du département français de l’Essonne qui siègent au conseil général de l'Essonne pour un mandat de six années.

## Contexte légal
Ce scrutin fut le premier au cours duquel fut appliquée la loi no 94-44 rétablissant le renouvellement triennal par moitié des conseillers généraux.

## Contexte départemental

### Assemblée départementale sortante

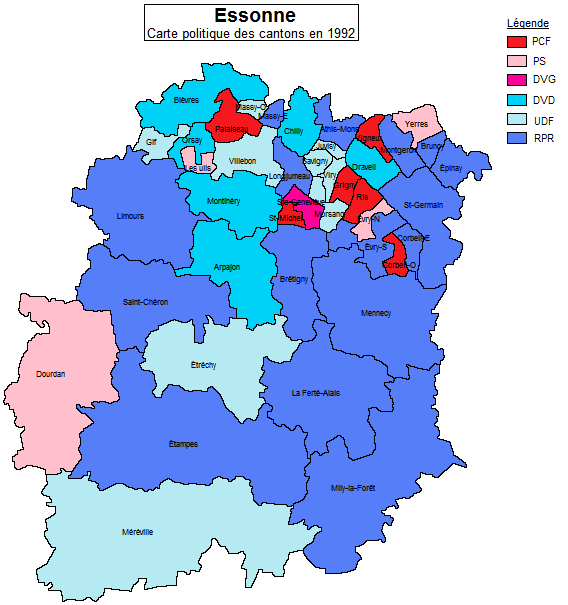
Répartition géographique et politique des conseillers généraux de l’Essonne en 1992.

Avant les élections, le conseil général de l'Essonne était présidé par le républicain Xavier Dugoin. L’assemblée départementale comptait quarante-deux conseillers généraux issus des quarante-deux cantons de l’Essonne. Vingt-et-un d’entre eux étaient renouvelables lors de ces élections.
| Parti                              | Sigle | Élus |
| ---------------------------------- | ----- | ---- |
| Majorité (31 sièges)               |       |      |
| Rassemblement pour la République   | RPR   | 16   |
| Union pour la démocratie française | UDF   | 9    |
| Divers droite                      | DVD   | 6    |
| Opposition (11 sièges)             |       |      |
| Parti communiste français          | PCF   | 6    |
| Parti socialiste                   | PS    | 4    |
| Divers gauche                      | DVG   | 1    |
| Président du conseil général       |       |      |
| Xavier Dugoin (RPR)                |       |      |

## Résultats à l’échelle du département

### Répartition politique des résultats
Répartition départementale des résultats (2e tour).
- RPR (41,39 %)
- DVD (5,18 %)
- UDF (4,41 %)
- PS (38,86 %)
- PCF (7,96 %)
- EXG (2,21 %)

| Étiquette      | Étiquette                          | Premier tour | Premier tour | Second tour | Second tour | Sièges |
| Étiquette      | Étiquette                          | Voix         | %            | Voix        | %           | Sièges |
| -------------- | ---------------------------------- | ------------ | ------------ | ----------- | ----------- | ------ |
|                | Parti socialiste                   | 40 034       | 21,60        | 64 092      | 38,86       | 6      |
|                | Parti communiste français          | 19 660       | 10,61        | 13 137      | 7,96        | 0      |
|                | Divers gauche                      | 11 688       | 6,31         |             |             |        |
|                | Extrême gauche                     | 4 760        | 2,57         | 3 632       | 2,21        | 1      |
|                | Parti radical de gauche            | 2 982        | 1,61         |             |             |        |
| Gauche         | Gauche                             | 79 124       | 42,70        | 80 861      | 49,03       | 7      |
|                |                                    |              |              |             |             |        |
|                | Rassemblement pour la République   | 44 811       | 24,18        | 68 275      | 41,39       | 9      |
|                | Front national                     | 22 099       | 11,92        |             |             |        |
|                | Divers droite                      | 18 759       | 10,12        | 8 538       | 5,18        | 3      |
|                | Union pour la démocratie française | 11 219       | 6,05         | 7 272       | 4,41        | 2      |
|                | Extrême droite                     | 231          | 0,12         |             |             |        |
| Droite         | Droite                             | 97 119       | 52,39        | 84 085      | 50,98       | 14     |
|                |                                    |              |              |             |             |        |
|                | Les Verts                          | 6 249        | 3,37         |             |             |        |
|                | Génération écologie                | 4 206        | 2,27         |             |             |        |
| Écologistes    | Écologistes                        | 10 455       | 5,64         |             |             |        |
|                |                                    |              |              |             |             |        |
| Inscrits       | Inscrits                           | 351 754      | 100,00       | 320 621     | 100,00      |        |
| Abstentions    | Abstentions                        | 156 622      | 44,53        | 143 907     | 44,88       |        |
| Votants        | Votants                            | 195 132      | 55,47        | 176 714     | 55,12       |        |
| Blancs et nuls | Blancs et nuls                     | 9 784        | 5,01         | 11 768      | 6,66        |        |
| Exprimés       | Exprimés                           | 185 348      | 94,99        | 164 946     | 93,34       |        |

### Résultats en nombre de sièges
| Groupes | Groupes                            | Sièges précédents | Nouveaux élus | Évolution       |
| ------- | ---------------------------------- | ----------------- | ------------- | --------------- |
|         | Communistes                        | 6                 | 3             | en diminution   |
|         | Divers droite                      | 6                 | 7             | en augmentation |
|         | Divers gauche                      | 1                 | 2             | en augmentation |
|         | Parti socialiste                   | 4                 | 7             | en augmentation |
|         | Rassemblement pour la République   | 16                | 14            | en diminution   |
|         | Union pour la démocratie française | 9                 | 9             | en stagnation   |

### Assemblée départementale à l’issue des élections

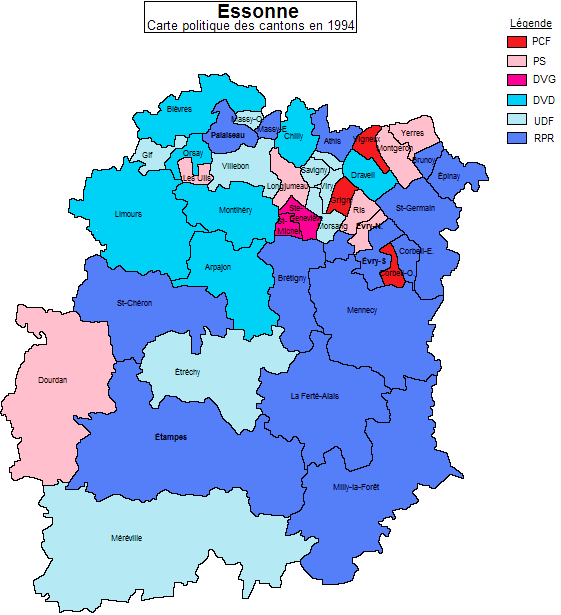
Répartition géographique et politique des conseillers généraux de l’Essonne en 1994.

Après les élections, le conseil général de l'Essonne était présidé par le républicain Xavier Dugoin, à la tête d’une majorité RPR légèrement affaiblie, d’un groupe UDF stable et d’un groupe divers droite en légère augmentation, face à une opposition composée d’élus socialistes renforcé, en partie au détriment du groupe communiste et divers gauche, sans que l’équilibre gauche-droite ne soit grandement modifié.
| Parti                              | Sigle | Élus |
| ---------------------------------- | ----- | ---- |
| Majorité (30 sièges)               |       |      |
| Rassemblement pour la République   | RPR   | 14   |
| Union pour la démocratie française | UDF   | 9    |
| Divers droite                      | DVD   | 7    |
| Opposition (12 sièges)             |       |      |
| Parti socialiste                   | PS    | 7    |
| Parti communiste français          | PCF   | 3    |
| Divers gauche                      | DVG   | 2    |
| Président du conseil général       |       |      |
| Xavier Dugoin (RPR)                |       |      |

## Résultats par canton

### Canton de Bièvres
- Conseiller général sortant dans le canton de Bièvres : Bernard Mantienne (DVD)
- Conseiller général élu dans le canton de Bièvres : Bernard Mantienne (DVD)

| Candidats      | Candidats          | Étiquette      | Premier tour | Premier tour |
| Candidats      | Candidats          | Étiquette      | Voix         | %            |
| -------------- | ------------------ | -------------- | ------------ | ------------ |
|                | Bernard Mantienne  | DVD            | 5 063        | 50,82        |
|                | M. Perrier         | PS             | 1 762        | 17,69        |
|                | Marie Vatier       | GE             | 1 074        | 10,78        |
|                | M. Villevy         | DVG            | 787          | 7,90         |
|                | Jean-Michel Dubois | FN             | 724          | 7,27         |
|                | Diane Le Beguec    | PCF            | 552          | 5,54         |
|                |                    |                |              |              |
| Inscrits       | Inscrits           | Inscrits       | 18 308       | 100,00       |
| Abstentions    | Abstentions        | Abstentions    | 8 093        | 44,20        |
| Votants        | Votants            | Votants        | 10 215       | 55,80        |
| Blancs et nuls | Blancs et nuls     | Blancs et nuls | 253          | 2,48         |
| Exprimés       | Exprimés           | Exprimés       | 9 962        | 97,52        |

### Canton de Brétigny-sur-Orge
- Conseiller général sortant dans le canton de Brétigny-sur-Orge : Jean de Boishue (RPR)
- Conseiller général élu dans le canton de Brétigny-sur-Orge : Jean de Boishue (RPR)

| Candidats      | Candidats          | Étiquette      | Premier tour | Premier tour | Second tour | Second tour |
| Candidats      | Candidats          | Étiquette      | Voix         | %            | Voix        | %           |
| -------------- | ------------------ | -------------- | ------------ | ------------ | ----------- | ----------- |
|                | Jean de Boishue    | RPR            | 4 373        | 42,06        | 5 378       | 51,15       |
|                | Jean-Pierre Pillon | PS             | 1 924        | 18,50        | 5 137       | 48,85       |
|                | Paul Simon         | DVG            | 1 912        | 18,39        | Retrait     | Retrait     |
|                | Lucette Salanie    | FN             | 1 209        | 11,63        |             |             |
|                | Philippe Camo      | PCF            | 980          | 9,42         |             |             |
|                |                    |                |              |              |             |             |
| Inscrits       | Inscrits           | Inscrits       | 19 707       | 100,00       | 19 707      | 100,00      |
| Abstentions    | Abstentions        | Abstentions    | 8 826        | 44,79        | 8 494       | 43,10       |
| Votants        | Votants            | Votants        | 10 881       | 55,21        | 11 213      | 56,90       |
| Blancs et nuls | Blancs et nuls     | Blancs et nuls | 483          | 4,44         | 698         | 6,22        |
| Exprimés       | Exprimés           | Exprimés       | 10 398       | 95,56        | 10 515      | 93,78       |

### Canton de Brunoy
- Conseiller général sortant dans le canton de Brunoy : Laurent Béteille (RPR)
- Conseiller général élu dans la canton de Brunoy : Laurent Béteille (RPR)

| Candidats      | Candidats            | Étiquette      | Premier tour | Premier tour | Second tour | Second tour |
| Candidats      | Candidats            | Étiquette      | Voix         | %            | Voix        | %           |
| -------------- | -------------------- | -------------- | ------------ | ------------ | ----------- | ----------- |
|                | Laurent Béteille     | RPR            | 3 281        | 42,25        | 4 162       | 55,02       |
|                | Claudine Lavenu      | PS             | 1 817        | 23,40        | 3 403       | 44,98       |
|                | Jean-Paul Laurendeau | FN             | 1 168        | 15,04        |             |             |
|                | Dominique Chemla     | Verts          | 926          | 11,92        |             |             |
|                | M. Maréchal          | PCF            | 574          | 7,39         |             |             |
|                | M. Smolar            | GE             | 0            | 0,00         |             |             |
|                |                      |                |              |              |             |             |
| Inscrits       | Inscrits             | Inscrits       | 16 226       | 100,00       | 16 226      | 100,00      |
| Abstentions    | Abstentions          | Abstentions    | 8 125        | 50,07        | 8 122       | 50,06       |
| Votants        | Votants              | Votants        | 8 101        | 49,93        | 8 104       | 49,94       |
| Blancs et nuls | Blancs et nuls       | Blancs et nuls | 335          | 4,14         | 539         | 6,65        |
| Exprimés       | Exprimés             | Exprimés       | 7 766        | 95,86        | 7 565       | 93,35       |

### Canton de Corbeil-Essonnes-Est
- Conseiller général sortant dans le canton de Corbeil-Essonnes-Est : Serge Dassault (RPR)
- Conseiller général élu dans le canton de Corbeil-Essonnes-Est : Serge Dassault (RPR)

| Candidats      | Candidats          | Étiquette      | Premier tour | Premier tour | Second tour | Second tour |
| Candidats      | Candidats          | Étiquette      | Voix         | %            | Voix        | %           |
| -------------- | ------------------ | -------------- | ------------ | ------------ | ----------- | ----------- |
|                | Serge Dassault     | RPR            | 1 933        | 36,29        | 2 999       | 55,17       |
|                | Aline Marti        | PCF            | 1 459        | 27,39        | 2 437       | 44,83       |
|                | Jacques Olivier    | FN             | 642          | 12,05        |             |             |
|                | Jean Albouy        | PS             | 564          | 10,59        |             |             |
|                | Serge Dantu        | DVD            | 324          | 6,08         |             |             |
|                | Gilles Vialle      | Verts          | 136          | 2,55         |             |             |
|                | Alain Miglos       | PRG            | 133          | 2,50         |             |             |
|                | Joël Roret         | GE             | 97           | 1,82         |             |             |
|                | Jean-Philippe Role | EXD            | 38           | 0,71         |             |             |
|                | Jacques Gering     | DVD            | 0            | 0,00         |             |             |
|                |                    |                |              |              |             |             |
| Inscrits       | Inscrits           | Inscrits       | 9 385        | 100,00       | 9 385       | 100,00      |
| Abstentions    | Abstentions        | Abstentions    | 3 912        | 41,68        | 3 645       | 38,84       |
| Votants        | Votants            | Votants        | 5 473        | 58,32        | 5 740       | 61,16       |
| Blancs et nuls | Blancs et nuls     | Blancs et nuls | 147          | 2,69         | 304         | 5,30        |
| Exprimés       | Exprimés           | Exprimés       | 5 326        | 97,31        | 5 436       | 94,70       |

### Canton d'Étampes
- Conseiller général sortant dans le canton d'Étampes : Jean Coulombel (RPR)
- Conseiller général élu dans le canton d’Étampes : Jean Coulombel (RPR)

| Candidats      | Candidats          | Étiquette      | Premier tour | Premier tour | Second tour | Second tour |
| Candidats      | Candidats          | Étiquette      | Voix         | %            | Voix        | %           |
| -------------- | ------------------ | -------------- | ------------ | ------------ | ----------- | ----------- |
|                | Jean Coulombel     | RPR            | 2 792        | 25,84        | 5 929       | 59,18       |
|                | Serge Lefranc      | PCF            | 2 397        | 22,19        | 4 089       | 40,82       |
|                | Hubert François    | DVD            | 2 333        | 21,59        | Retrait     | Retrait     |
|                | Michel Laban       | FN             | 1 565        | 14,49        |             |             |
|                | Alain Girard       | PS             | 726          | 6,72         |             |             |
|                | Philippe Merlier   | GE             | 457          | 4,23         |             |             |
|                | Philippe Venant    | PRG            | 332          | 3,07         |             |             |
|                | Jean-Philippe Role | EXD            | 115          | 1,06         |             |             |
|                | Saïd Rabhy         | DVG            | 87           | 0,81         |             |             |
|                |                    |                |              |              |             |             |
| Inscrits       | Inscrits           | Inscrits       | 17 958       | 100,00       | 17 958      | 100,00      |
| Abstentions    | Abstentions        | Abstentions    | 6 717        | 37,40        | 6 841       | 38,09       |
| Votants        | Votants            | Votants        | 11 241       | 62,60        | 11 117      | 61,91       |
| Blancs et nuls | Blancs et nuls     | Blancs et nuls | 437          | 3,89         | 1 099       | 9,89        |
| Exprimés       | Exprimés           | Exprimés       | 10 804       | 96,11        | 10 018      | 90,11       |

### Canton d'Évry-Nord
- Conseiller général sortant dans le canton d'Évry-Nord : François Bousquet (PS)
- Conseiller général élu dans le canton d’Évry-Nord : François Bousquet (PS)

| Candidats      | Candidats            | Étiquette      | Premier tour | Premier tour | Second tour | Second tour |
| Candidats      | Candidats            | Étiquette      | Voix         | %            | Voix        | %           |
| -------------- | -------------------- | -------------- | ------------ | ------------ | ----------- | ----------- |
|                | François Bousquet    | PS             | 2 031        | 25,95        | 4 087       | 52,72       |
|                | Marie-Christine Baca | RPR            | 1 586        | 20,27        | 3 665       | 47,28       |
|                | Claude Leger         | FN             | 1 054        | 13,47        |             |             |
|                | Blandine Pottier     | EXG            | 873          | 11,16        |             |             |
|                | Joseph Nouvellon     | UDF            | 598          | 7,64         |             |             |
|                | Diego Diaz           | PCF            | 580          | 7,41         |             |             |
|                | Paul Perinet         | PRG            | 490          | 6,26         |             |             |
|                | Francis Dominguez    | DVD            | 324          | 4,14         |             |             |
|                | Sylvie Desnos        | DVG            | 290          | 3,71         |             |             |
|                |                      |                |              |              |             |             |
| Inscrits       | Inscrits             | Inscrits       | 16 695       | 100,00       | 16 695      | 100,00      |
| Abstentions    | Abstentions          | Abstentions    | 8 510        | 50,97        | 8 274       | 49,56       |
| Votants        | Votants              | Votants        | 8 185        | 49,03        | 8 421       | 50,44       |
| Blancs et nuls | Blancs et nuls       | Blancs et nuls | 359          | 4,39         | 669         | 7,94        |
| Exprimés       | Exprimés             | Exprimés       | 7 826        | 95,61        | 7 752       | 92,06       |

### Canton de La Ferté-Alais
- Conseiller général sortant dans le canton de La Ferté-Alais : Philippe Royé (RPR)
- Conseiller général élu dans le canton de La Ferté-Alais : Philippe Royé (RPR)

| Candidats      | Candidats            | Étiquette      | Premier tour | Premier tour | Second tour | Second tour |
| Candidats      | Candidats            | Étiquette      | Voix         | %            | Voix        | %           |
| -------------- | -------------------- | -------------- | ------------ | ------------ | ----------- | ----------- |
|                | Philippe Royé        | RPR            | 3 102        | 42,23        | 3 943       | 56,69       |
|                | Michel Fayolle       | PS             | 1 810        | 24,64        | 3 012       | 43,31       |
|                | André Hamelet        | FN             | 889          | 12,10        |             |             |
|                | Jean-Yves Guezenec   | PCF            | 632          | 8,60         |             |             |
|                | M. Rannou            | Verts          | 539          | 7,34         |             |             |
|                | Jean-Michel Talavera | DVG            | 373          | 5,08         |             |             |
|                |                      |                |              |              |             |             |
| Inscrits       | Inscrits             | Inscrits       | 13 305       | 100,00       | 13 305      | 100,00      |
| Abstentions    | Abstentions          | Abstentions    | 5 692        | 42,78        | 5 887       | 44,25       |
| Votants        | Votants              | Votants        | 7 613        | 57,22        | 7 418       | 55,75       |
| Blancs et nuls | Blancs et nuls       | Blancs et nuls | 268          | 3,52         | 463         | 6,24        |
| Exprimés       | Exprimés             | Exprimés       | 7 345        | 96,48        | 6 955       | 93,76       |

### Canton de Limours
- Conseiller général sortant dans le canton de Limours : Raymond Hugonet (RPR)
- Conseiller général élu dans le canton de Limours : Christian Schoettl (DVD)

| Candidats      | Candidats             | Étiquette      | Premier tour | Premier tour | Second tour | Second tour |
| Candidats      | Candidats             | Étiquette      | Voix         | %            | Voix        | %           |
| -------------- | --------------------- | -------------- | ------------ | ------------ | ----------- | ----------- |
|                | Christian Schoettl    | DVD            | 2 652        | 36,86        | 3 860       | 53,09       |
|                | Jacques Ryckelynck    | PS             | 2 105        | 29,26        | 3 411       | 46,91       |
|                | Marcel Bayen          | DVD            | 1 117        | 15,52        |             |             |
|                | Pierre Aurand         | FN             | 553          | 7,69         |             |             |
|                | Alain Dussour         | PCF            | 481          | 6,69         |             |             |
|                | Constant Portigliatti | DVG            | 287          | 3,99         |             |             |
|                |                       |                |              |              |             |             |
| Inscrits       | Inscrits              | Inscrits       | 13 996       | 100,00       | 13 996      | 100,00      |
| Abstentions    | Abstentions           | Abstentions    | 6 659        | 47,58        | 6 333       | 45,25       |
| Votants        | Votants               | Votants        | 7 337        | 52,42        | 7 663       | 54,75       |
| Blancs et nuls | Blancs et nuls        | Blancs et nuls | 142          | 1,94         | 392         | 5,12        |
| Exprimés       | Exprimés              | Exprimés       | 7 195        | 98,06        | 7 271       | 94,88       |

### Canton de Longjumeau
- Conseiller général sortant dans le canton de Longjumeau : Christian Jeu (RPR)
- Conseiller général élu dans le canton de Longjumeau : Philippe Schmit (PS)

| Candidats      | Candidats           | Étiquette      | Premier tour | Premier tour | Second tour | Second tour |
| Candidats      | Candidats           | Étiquette      | Voix         | %            | Voix        | %           |
| -------------- | ------------------- | -------------- | ------------ | ------------ | ----------- | ----------- |
|                | Christian Jeu       | RPR            | 4 479        | 34,79        | 6 605       | 49,90       |
|                | Philippe Schmit     | PS             | 3 712        | 28,83        | 6 631       | 50,10       |
|                | René Delmas         | FN             | 1 585        | 12,31        |             |             |
|                | M. Marie            | Verts          | 1 181        | 9,17         |             |             |
|                | Marc Lesauvage      | PCF            | 912          | 7,08         |             |             |
|                | Vincent Jarno       | DVD            | 691          | 5,37         |             |             |
|                | Sofianne Belguerras | DVG            | 316          | 2,45         |             |             |
|                | M. Brule            | DVG            | 0            | 0,00         |             |             |
|                | Michel Mombrun      | GE             | 0            | 0,00         |             |             |
|                |                     |                |              |              |             |             |
| Inscrits       | Inscrits            | Inscrits       | 24 727       | 100,00       | 24 727      | 100,00      |
| Abstentions    | Abstentions         | Abstentions    | 11 281       | 45,62        | 10 481      | 42,39       |
| Votants        | Votants             | Votants        | 13 446       | 54,38        | 14 246      | 57,61       |
| Blancs et nuls | Blancs et nuls      | Blancs et nuls | 570          | 4,24         | 1 010       | 7,09        |
| Exprimés       | Exprimés            | Exprimés       | 12 876       | 95,76        | 13 236      | 92,91       |

### Canton de Mennecy
- Conseiller général sortant dans le canton de Mennecy : Xavier Dugoin (RPR)
- Conseiller général élu dans le canton de Mennecy : Xavier Dugoin (RPR)

| Candidats      | Candidats          | Étiquette      | Premier tour | Premier tour | Second tour | Second tour |
| Candidats      | Candidats          | Étiquette      | Voix         | %            | Voix        | %           |
| -------------- | ------------------ | -------------- | ------------ | ------------ | ----------- | ----------- |
|                | Xavier Dugoin      | RPR            | 4 532        | 41,75        | 5 629       | 55,64       |
|                | Élizabeth Doussain | PS             | 2 420        | 22,29        | 4 487       | 44,36       |
|                | Hubert de Mesmay   | FN             | 1 736        | 15,99        |             |             |
|                | M. Coste           | Verts          | 1 228        | 11,31        |             |             |
|                | Patrice Leclerc    | PCF            | 939          | 8,65         |             |             |
|                |                    |                |              |              |             |             |
| Inscrits       | Inscrits           | Inscrits       | 20 296       | 100,00       | 20 296      | 100,00      |
| Abstentions    | Abstentions        | Abstentions    | 8 990        | 44,29        | 9 374       | 46,19       |
| Votants        | Votants            | Votants        | 11 306       | 55,71        | 10 922      | 53,81       |
| Blancs et nuls | Blancs et nuls     | Blancs et nuls | 451          | 3,99         | 806         | 7,38        |
| Exprimés       | Exprimés           | Exprimés       | 10 855       | 96,01        | 10 116      | 92,62       |

### Canton de Montgeron
- Conseiller général sortant dans le canton de Montgeron : Alain Josse (RPR)
- Conseiller général élu dans le canton de Montgeron : Gérald Hérault (PS)

| Candidats      | Candidats               | Étiquette      | Premier tour | Premier tour | Second tour | Second tour |
| Candidats      | Candidats               | Étiquette      | Voix         | %            | Voix        | %           |
| -------------- | ----------------------- | -------------- | ------------ | ------------ | ----------- | ----------- |
|                | Alain Josse             | RPR            | 2 439        | 29,52        | 3 623       | 42,94       |
|                | Gérald Hérault          | PS             | 2 065        | 25,00        | 4 814       | 57,06       |
|                | Jean-Claude Chassagnoux | DVG            | 1 556        | 18,84        | Retrait     | Retrait     |
|                | Paul Deschanel          | FN             | 868          | 10,51        |             |             |
|                | Marie Thepegnier        | DVD            | 810          | 9,81         |             |             |
|                | Lionel Le Chevalier     | PCF            | 523          | 6,33         |             |             |
|                |                         |                |              |              |             |             |
| Inscrits       | Inscrits                | Inscrits       | 14 872       | 100,00       | 14 872      | 100,00      |
| Abstentions    | Abstentions             | Abstentions    | 6 302        | 42,37        | 5 852       | 39,35       |
| Votants        | Votants                 | Votants        | 8 570        | 57,63        | 9 020       | 60,65       |
| Blancs et nuls | Blancs et nuls          | Blancs et nuls | 309          | 3,61         | 583         | 6,46        |
| Exprimés       | Exprimés                | Exprimés       | 8 261        | 96,39        | 8 437       | 93,54       |

### Canton de Palaiseau
- Conseiller général sortant dans le canton de Palaiseau : Robert Vizet (PCF)
- Conseiller général élu dans le canton de Palaiseau : Jacques Allain (RPR)

| Candidats      | Candidats                | Étiquette      | Premier tour | Premier tour | Second tour | Second tour |
| Candidats      | Candidats                | Étiquette      | Voix         | %            | Voix        | %           |
| -------------- | ------------------------ | -------------- | ------------ | ------------ | ----------- | ----------- |
|                | Jacques Allain           | RPR            | 3 660        | 27,11        | 6 879       | 50,99       |
|                | Robert Vizet             | PCF            | 3 003        | 22,24        | 6 611       | 49,01       |
|                | François Lamy            | PS             | 1 851        | 13,71        |             |             |
|                | M. Becu                  | GE             | 1 500        | 11,11        |             |             |
|                | Jean-Marc Malaganne      | UDF            | 1 101        | 8,15         |             |             |
|                | Jacques Pecriaux-Deroeux | FN             | 1 100        | 8,15         |             |             |
|                | Michel Bretagnol         | PRG            | 662          | 4,90         |             |             |
|                | Pierre Saglio            | DVG            | 624          | 4,62         |             |             |
|                |                          |                |              |              |             |             |
| Inscrits       | Inscrits                 | Inscrits       | 25 310       | 100,00       | 25 310      | 100,00      |
| Abstentions    | Abstentions              | Abstentions    | 11 474       | 45,33        | 11 057      | 43,69       |
| Votants        | Votants                  | Votants        | 13 836       | 54,67        | 14 253      | 56,31       |
| Blancs et nuls | Blancs et nuls           | Blancs et nuls | 335          | 2,42         | 763         | 5,35        |
| Exprimés       | Exprimés                 | Exprimés       | 13 501       | 97,58        | 13 490      | 94,65       |

### Canton de Ris-Orangis
- Conseiller général sortant dans le canton de Ris-Orangis : Daniel Perrin (PCF)
- Conseiller général élu dans le canton de Ris-Orangis : Thierry Mandon (PS)

| Candidats      | Candidats        | Étiquette      | Premier tour | Premier tour | Second tour | Second tour |
| Candidats      | Candidats        | Étiquette      | Voix         | %            | Voix        | %           |
| -------------- | ---------------- | -------------- | ------------ | ------------ | ----------- | ----------- |
|                | Thierry Mandon   | PS             | 2 573        | 32,58        | 4 439       | 57,94       |
|                | M. Chichereau    | RPR            | 2 222        | 28,13        | 3 222       | 42,06       |
|                | Philippe Reverté | PCF            | 1 296        | 16,41        |             |             |
|                | Sophie Lespagnon | FN             | 1 111        | 14,07        |             |             |
|                | M. Malatray      | Verts          | 294          | 3,72         |             |             |
|                | Daniel Rouiller  | DVG            | 243          | 3,08         |             |             |
|                | Marcus M’Boudou  | GE             | 159          | 2,01         |             |             |
|                |                  |                |              |              |             |             |
| Inscrits       | Inscrits         | Inscrits       | 15 006       | 100,00       | 15 006      | 100,00      |
| Abstentions    | Abstentions      | Abstentions    | 6 919        | 46,11        | 6 823       | 45,47       |
| Votants        | Votants          | Votants        | 8 087        | 53,89        | 8 183       | 54,53       |
| Blancs et nuls | Blancs et nuls   | Blancs et nuls | 189          | 2,34         | 522         | 6,38        |
| Exprimés       | Exprimés         | Exprimés       | 7 898        | 97,66        | 7 661       | 93,62       |

### Canton de Saint-Chéron
- Conseiller général sortant dans le canton de Saint-Chéron : Max Marest (RPR)
- Conseiller général élu dans le canton de Saint-Chéron : Max Marest (RPR)

| Candidats      | Candidats          | Étiquette      | Premier tour | Premier tour | Second tour | Second tour |
| Candidats      | Candidats          | Étiquette      | Voix         | %            | Voix        | %           |
| -------------- | ------------------ | -------------- | ------------ | ------------ | ----------- | ----------- |
|                | Max Marest         | RPR            | 3 365        | 41,21        | 4 264       | 54,69       |
|                | Pierre-Alain Weill | PS             | 1 337        | 16,37        | 3 533       | 45,31       |
|                | Christophe Lepage  | DVG            | 1 178        | 14,43        |             |             |
|                | Michel Jazarguer   | FN             | 1 083        | 13,26        |             |             |
|                | Nicole Cousinard   | PCF            | 632          | 7,74         |             |             |
|                | M. Deschamps       | DVG            | 493          | 6,04         |             |             |
|                | M. N’Guyen         | EXD            | 78           | 0,96         |             |             |
|                |                    |                |              |              |             |             |
| Inscrits       | Inscrits           | Inscrits       | 15 632       | 100,00       | 15 632      | 100,00      |
| Abstentions    | Abstentions        | Abstentions    | 7 059        | 45,16        | 7 228       | 46,24       |
| Votants        | Votants            | Votants        | 8 573        | 54,84        | 8 404       | 53,76       |
| Blancs et nuls | Blancs et nuls     | Blancs et nuls | 407          | 4,57         | 607         | 7,22        |
| Exprimés       | Exprimés           | Exprimés       | 8 166        | 95,25        | 7 797       | 92,78       |

### Canton de Saint-Germain-lès-Corbeil
- Conseiller général sortant dans le canton de Saint-Germain-lès-Corbeil : Jean-Louis Campredon (RPR)
- Conseiller général élu dans le canton de Saint-Germain-lès-Corbeil : Jean-Louis Campredon (RPR)

| Candidats      | Candidats              | Étiquette      | Premier tour | Premier tour | Second tour | Second tour |
| Candidats      | Candidats              | Étiquette      | Voix         | %            | Voix        | %           |
| -------------- | ---------------------- | -------------- | ------------ | ------------ | ----------- | ----------- |
|                | Jean-Louis Campredon   | RPR            | 4 177        | 45,13        | 5 424       | 60,45       |
|                | Marie-Jeanne Ertel-Pau | PS             | 2 242        | 24,22        | 3 548       | 39,55       |
|                | Lucien Mortellier      | DVD            | 1 350        | 11,68        |             |             |
|                | Gilles Mabire          | FN             | 1 068        | 11,54        |             |             |
|                | M. Robert              | Verts          | 718          | 7,76         |             |             |
|                | M. Rio                 | PCF            | 579          | 6,26         |             |             |
|                | M. Alleaume            | DVG            | 472          | 5,10         |             |             |
|                |                        |                |              |              |             |             |
| Inscrits       | Inscrits               | Inscrits       | 17 680       | 100,00       | 17 680      | 100,00      |
| Abstentions    | Abstentions            | Abstentions    | 8 109        | 45,87        | 8 157       | 46,14       |
| Votants        | Votants                | Votants        | 9 571        | 54,13        | 9 523       | 53,86       |
| Blancs et nuls | Blancs et nuls         | Blancs et nuls | 315          | 3,29         | 551         | 5,79        |
| Exprimés       | Exprimés               | Exprimés       | 9 256        | 96,71        | 8 972       | 94,21       |

### Canton de Saint-Michel-sur-Orge
- Conseiller général sortant dans le canton de Saint-Michel-sur-Orge : Jean-Loup Englander (PCF)
- Conseiller général élu dans le canton de Saint-Michel-sur-Orge : Jean-Loup Englander (EXG)

| Candidats      | Candidats             | Étiquette      | Premier tour | Premier tour | Second tour | Second tour |
| Candidats      | Candidats             | Étiquette      | Voix         | %            | Voix        | %           |
| -------------- | --------------------- | -------------- | ------------ | ------------ | ----------- | ----------- |
|                | Jean-Loup Englander   | EXG            | 2 534        | 37,81        | 3 632       | 53,98       |
|                | Francis Decoux        | UDF            | 1 439        | 21,47        | 3 096       | 46,02       |
|                | Gaston Ernoult        | DVG            | 1 010        | 15,07        |             |             |
|                | Michel de Rostolan    | FN             | 708          | 10,56        |             |             |
|                | Christian Bertola     | EXG            | 595          | 8,88         |             |             |
|                | Jean-Pierre Lhospital | PCF            | 416          | 6,21         |             |             |
|                |                       |                |              |              |             |             |
| Inscrits       | Inscrits              | Inscrits       | 12 380       | 100,00       | 12 380      | 100,00      |
| Abstentions    | Abstentions           | Abstentions    | 5 456        | 44,07        | 5 311       | 42,90       |
| Votants        | Votants               | Votants        | 6 924        | 55,93        | 7 069       | 57,10       |
| Blancs et nuls | Blancs et nuls        | Blancs et nuls | 222          | 3,21         | 341         | 4,82        |
| Exprimés       | Exprimés              | Exprimés       | 6 702        | 96,79        | 6 728       | 95,18       |

### Canton de Savigny-sur-Orge
- Conseiller général sortant dans le canton de Savigny-sur-Orge : Simone Dussart (UDF)
- Conseiller général élu dans le canton de Savigny-sur-Orge : Simone Dussart (UDF)

| Candidats      | Candidats                 | Étiquette      | Premier tour | Premier tour | Second tour | Second tour |
| Candidats      | Candidats                 | Étiquette      | Voix         | %            | Voix        | %           |
| -------------- | ------------------------- | -------------- | ------------ | ------------ | ----------- | ----------- |
|                | Simone Dussart            | UDF            | 2 910        | 38,45        | 4 176       | 52,10       |
|                | Élisabeth Roze des Ordons | PS             | 2 056        | 27,17        | 3 840       | 47,90       |
|                | Raymonde Dangueuger       | FN             | 909          | 12,01        |             |             |
|                | Michel Bockelandt         | PCF            | 815          | 10,77        |             |             |
|                | M. Le Pont                | Verts          | 489          | 6,46         |             |             |
|                | Jean Estivill             | PRG            | 389          | 5,14         |             |             |
|                | Ghyslaine Degrave         | GE             | 0            | 0,00         |             |             |
|                |                           |                |              |              |             |             |
| Inscrits       | Inscrits                  | Inscrits       | 16 126       | 100,00       | 16 126      | 100,00      |
| Abstentions    | Abstentions               | Abstentions    | 8 291        | 51,41        | 7 664       | 47,53       |
| Votants        | Votants                   | Votants        | 7 835        | 48,59        | 8 462       | 52,47       |
| Blancs et nuls | Blancs et nuls            | Blancs et nuls | 267          | 3,41         | 446         | 5,27        |
| Exprimés       | Exprimés                  | Exprimés       | 7 568        | 96,59        | 8 016       | 94,73       |

### Canton des Ulis
- Conseiller général sortant dans le canton des Ulis : Jean-Marc Salinier (PS)
- Conseiller général élu dans le canton des Ulis : Jean-Marc Salinier (PS)

| Candidats      | Candidats                  | Étiquette      | Premier tour | Premier tour | Second tour | Second tour |
| Candidats      | Candidats                  | Étiquette      | Voix         | %            | Voix        | %           |
| -------------- | -------------------------- | -------------- | ------------ | ------------ | ----------- | ----------- |
|                | Jean-Marc Salinier         | PS             | 2 267        | 38,32        | 3 647       | 65,68       |
|                | Olivier Kuberski           | RPR            | 1 244        | 21,03        | 1 906       | 34,32       |
|                | M. Bibet                   | FN             | 716          | 12,10        |             |             |
|                | Daniel Gouttefarde         | PCF            | 669          | 11,31        |             |             |
|                | Jean-Claude Le Scornet     | GE             | 689          | 11,65        |             |             |
|                | Annick Millepied-Josseaume | PRG            | 331          | 5,59         |             |             |
|                |                            |                |              |              |             |             |
| Inscrits       | Inscrits                   | Inscrits       | 11 146       | 100,00       | 11 146      | 100,00      |
| Abstentions    | Abstentions                | Abstentions    | 4 978        | 44,66        | 5 144       | 46,15       |
| Votants        | Votants                    | Votants        | 6 168        | 55,34        | 6 002       | 53,85       |
| Blancs et nuls | Blancs et nuls             | Blancs et nuls | 252          | 4,09         | 449         | 7,48        |
| Exprimés       | Exprimés                   | Exprimés       | 5 916        | 95,91        | 5 553       | 92,52       |

### Canton de Villebon-sur-Yvette
- Conseiller général sortant dans le canton de Villebon-sur-Yvette : Gérard Nevers (UDF)
- Conseiller général élu dans le canton de Villebon-sur-Yvette : Gérard Nevers (UDF)

| Candidats      | Candidats          | Étiquette      | Premier tour | Premier tour |
| Candidats      | Candidats          | Étiquette      | Voix         | %            |
| -------------- | ------------------ | -------------- | ------------ | ------------ |
|                | Gérard Nevers      | UDF            | 4 271        | 57,34        |
|                | Frédéric Malmezat  | PS             | 1 053        | 14,14        |
|                | Gérard Grandamme   | EXG            | 758          | 10,18        |
|                | Jean Jeremita      | FN             | 622          | 8,35         |
|                | Jean Flegeo        | PCF            | 515          | 6,91         |
|                | Vincent de Matteis | GE             | 230          | 3,09         |
|                |                    |                |              |              |
| Inscrits       | Inscrits           | Inscrits       | 12 825       | 100,00       |
| Abstentions    | Abstentions        | Abstentions    | 5 142        | 40,09        |
| Votants        | Votants            | Votants        | 7 683        | 59,91        |
| Blancs et nuls | Blancs et nuls     | Blancs et nuls | 234          | 13,66        |
| Exprimés       | Exprimés           | Exprimés       | 7 449        | 86,34        |

### Canton de Viry-Châtillon
- Conseiller général sortant dans le canton de Viry-Châtillon : Jacques Chastel (UDF)
- Conseiller général élu dans le canton de Viry-Châtillon : Jacques Chastel (DVD)

| Candidats      | Candidats            | Étiquette      | Premier tour | Premier tour | Second tour | Second tour |
| Candidats      | Candidats            | Étiquette      | Voix         | %            | Voix        | %           |
| -------------- | -------------------- | -------------- | ------------ | ------------ | ----------- | ----------- |
|                | Jacques Chastel      | DVD            | 3 431        | 40,20        | 4 678       | 57,17       |
|                | Jean-Pierre Culadiot | PS             | 1 565        | 18,34        | 3 504       | 42,83       |
|                | René Delmas          | FN             | 1 377        | 16,13        |             |             |
|                | M. Lamy              | PCF            | 779          | 9,13         |             |             |
|                | Jean-Bernard Gramunt | Verts          | 738          | 8,65         |             |             |
|                | Jean-Yves Geneste    | PRG            | 645          | 7,56         |             |             |
|                | M. Laik              | GE             | 0            | 0,00         |             |             |
|                |                      |                |              |              |             |             |
| Inscrits       | Inscrits             | Inscrits       | 16 935       | 100,00       | 16 935      | 100,00      |
| Abstentions    | Abstentions          | Abstentions    | 8 061        | 47,60        | 8 141       | 48,07       |
| Votants        | Votants              | Votants        | 8 874        | 52,40        | 8 794       | 51,93       |
| Blancs et nuls | Blancs et nuls       | Blancs et nuls | 339          | 3,82         | 612         | 6,96        |
| Exprimés       | Exprimés             | Exprimés       | 8 535        | 96,18        | 8 182       | 93,04       |

### Canton d'Yerres
- Conseiller général sortant dans le canton d'Yerres : Albert Galhaut (PS)
- Conseiller général élu dans la canton d’Yerres : Michel Berson (PS)

| Candidats      | Candidats             | Étiquette      | Premier tour | Premier tour | Second tour | Second tour |
| Candidats      | Candidats             | Étiquette      | Voix         | %            | Voix        | %           |
| -------------- | --------------------- | -------------- | ------------ | ------------ | ----------- | ----------- |
|                | Michel Berson         | PS             | 4 154        | 35,37        | 6 599       | 58,68       |
|                | Nicole Durovray       | RPR            | 1 626        | 13,85        | 4 647       | 41,32       |
|                | Franck Gauthier       | FN             | 1 412        | 12,02        |             |             |
|                | Albert Galhaut        | DVG            | 1 075        | 9,15         |             |             |
|                | Jean-Claude Leprévost | DVG            | 985          | 8,39         |             |             |
|                | François Quainquard   | PCF            | 927          | 7,89         |             |             |
|                | M. Brochard           | UDF            | 900          | 7,66         |             |             |
|                | Michel Prats          | DVD            | 664          | 5,65         |             |             |
|                |                       |                |              |              |             |             |
| Inscrits       | Inscrits              | Inscrits       | 23 239       | 100,00       | 23 239      | 100,00      |
| Abstentions    | Abstentions           | Abstentions    | 8 026        | 34,54        | 11 079      | 47,67       |
| Votants        | Votants               | Votants        | 15 213       | 65,46        | 12 160      | 52,33       |
| Blancs et nuls | Blancs et nuls        | Blancs et nuls | 3 470        | 22,81        | 914         | 7,52        |
| Exprimés       | Exprimés              | Exprimés       | 11 743       | 77,19        | 11 246      | 92,48       |

## Pour approfondir